# Lutins de Noël
Les lutins de Noël (en islandais : jólasveinarnir ou jólasveinar) sont des personnages du folklore islandais qui sont aujourd'hui considérés comme la version islandaise du Père Noël. Leur nombre a varié au cours du temps, mais on en compte actuellement treize,,. Ils glissent des récompenses ou des surprises désagréables dans les chaussures que les enfants posent sur les appuis de fenêtre au cours des treize dernières nuits avant la Veille de Noël. Tous les soirs, un lutin de Noël rend visite aux enfants, en laissant des cadeaux ou des pommes de terre pourries selon que ceux-ci se sont bien ou mal comportés dans l'année.

## Histoire et origines
Les lutins de Noël trouvent leur origine dans le folklore islandais. Leur nombre et leur description a d'abord beaucoup varié suivant les localités, chaque lutin pouvant être considéré comme un simple farceur ou un monstre mangeur d'enfants.
En 1932, le poème Jólasveinarnir a été publié dans le livre de poésie populaire Jólin Koma (Noël arrive) par le poète islandais Jóhannes úr Kötlum (en). Le poème fit redécouvrir ce folklore à la société islandaise et fixa ce qui est maintenant considéré comme le canon : les treize lutins de Noël, leur personnalité et leur lien avec d'autres personnages folkloriques.

## Représentations modernes
Les lutins de Noël sont décrits comme des êtres farceurs et malicieux, parfois comme des criminels, une bande de voyous qui vole et harcèle la population. Ils portent des noms qui décrivent leur modus operandi.

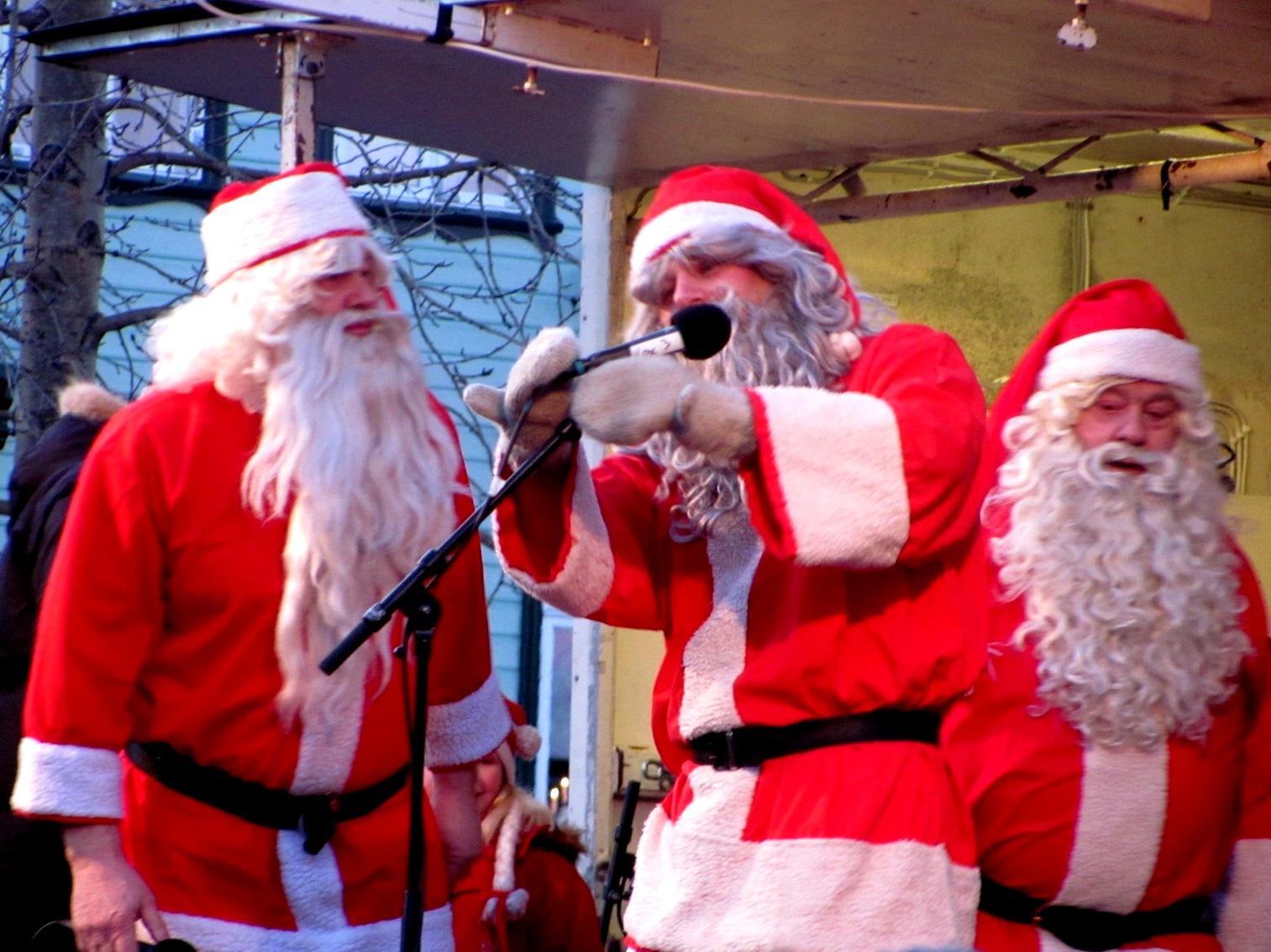
Lutins de Noël lors d'un spectacle pour enfants à Akureyri.

Récemment, les lutins de Noël ont été dépeints comme ayant un rôle plus bienveillant comparable à celui du Père Noël et d'autres personnages du même genre. Ils sont généralement représentés comme portant des vêtements islandais de style médiéval, mais portent parfois le costume traditionnel du Père Noël, en particulier lors de spectacles pour enfants.

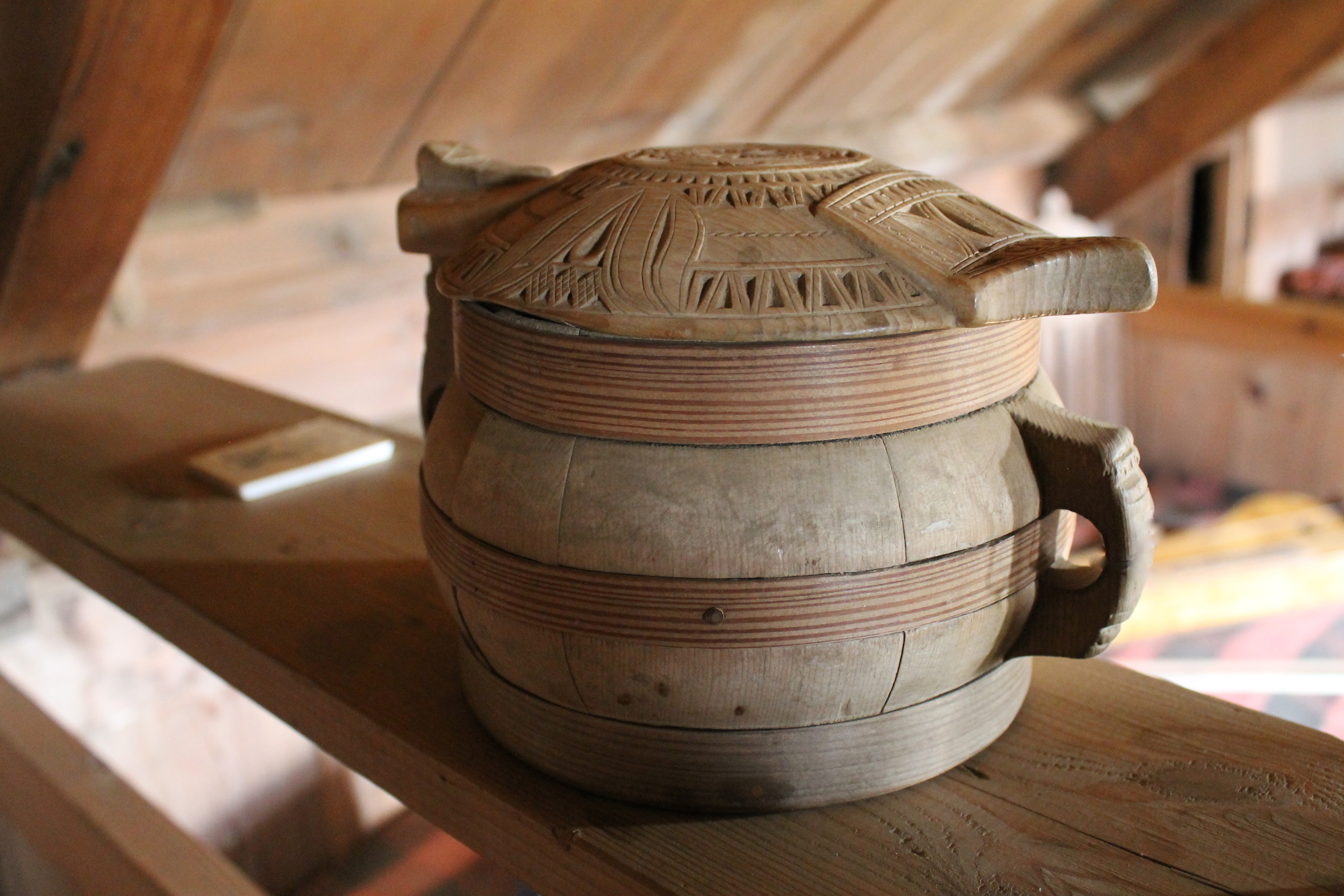
Askur, un bol en bois avec un couvercle sculpté, utilisé traditionnellement à la place d'assiettes lors des repas.

Les lutins de Noël sont supposés être les fils des trolls des montagnes Grýla et de son mari, Leppalúði. Grýla est grande et effrayante, avec un goût certain pour la chair des enfants espiègles, dont on dit qu'elle les met dans une grande casserole et les fait cuire en ragoût. Grýla descend de ses montagnes pour effrayer les enfants islandais qui se comportent mal avant Noël,. Son mari est plus petit et plus faible, et il reste la plupart du temps à paresser dans sa caverne. Ils sont accompagnés du Chat de Noël, une bête qui, selon le folklore, mange les enfants qui ne reçoivent pas de nouveaux vêtements pour Noël.

## Liste des lutins de Noël
Les lutins de Noël sont supposés « descendre en ville » au cours des 13 dernières nuits avant Noël. Le tableau ci-dessous présente les treize lutins de Noël « officiels » dans l'ordre de leur arrivée (et de leur départ).
| Nom Islandais | Traduction (non officielle) en français[réf. nécessaire] | Description | Arrivée     | Départ      |
| ------------- | -------------------------------------------------------- | --- | ----------- | ----------- |
| Stekkjarstaur | Harcèlemoutons (le Balourd de la bergerie)               | Harcèle les moutons pour têter leur lait, mais il est gêné par une jambe très raide (impossible de plier le genou).                                                                              | 12 décembre | 25 décembre |
| Giljagaur     | Ravineur (Grand dadais du caniveau)                      | Se cache dans les ravins, attendant l'occasion de se faufiler dans l'étable pour voler la crème déposée dans les seaux du lait.                                                                  | 13 décembre | 26 décembre |
| Stúfur        | Courtaud                                                 | Anormalement petit. Vole les poêles à frire pour y lécher la graisse de cuisson. | 14 décembre | 27 décembre |
| Þvörusleikir  | Lèchecuillère (Lécheur de cuiller)                       | Vole les Þvörur (un type de cuillère en bois à long manche – I. þvara) pour les lécher, se régalant des saveurs du ragoût ou de la bouillie. Est extrêmement mince en raison de la malnutrition. | 15 décembre | 28 décembre |
| Pottaskefill  | Grattepot (Racleur de pot)                               | Vole les restes dans les pots, casseroles et marmites à la fin des repas. | 16 décembre | 29 décembre |
| Askasleikir   | Lèchebol (Lécheur de bol)                                | Se cache sous les lits et attend que les gens posent leur askur (une sorte de bol avec un couvercle utilisé comme plat) pour le voler.                                                           | 17 décembre | 30 décembre |
| Hurðaskellir  | Claqueporte (Claqueur de portes)                         | Aime claquer les portes pour faire beaucoup de bruit, surtout pendant la nuit. | 18 décembre | 31 décembre |
| Skyrgámur     | Gobeyahourt (Gobeur de yaourt)                           | Dévore tout le skyr (sorte de yaourt islandais) ou tout autre produit laitier qu'il peut trouver.                                                                                                | 19 décembre | 1er janvier |
| Bjúgnakrækir  | Chipesaucisse (Chipeur de saucisses)                     | Se cache dans les greniers et y arrache les saucisses qui sont en train d'être fumées. | 20 décembre | 2 janvier   |
| Gluggagægir   | Zieutefenêtre (Mateur aux fenêtres)                      | Espionne par les fenêtres (tel un voyeur) et n'hésite pas à voler ce qui lui plait. | 21 décembre | 3 janvier   |
| Gáttaþefur    | Renifleporte (Sniffeur aux portes)                       | A un nez anormalement grand et un sens aigu de l'odorat qu'il utilise pour voler du pain islandais (laufabrauð) ou d'autres gâteaux qui sentent bons.                                            | 22 décembre | 4 janvier   |
| Ketkrókur     | Crocheviande (Crochet à viande)                          | Utilise un crochet pour voler de la viande en restant à l'abri des regards. | 23 décembre | 5 janvier   |
| Kertasníkir   | Volebougie (Mendiant de chandelles)                      | Vole les bougies parce qu'il les trouve éclatantes et appétissantes (qui, en ces temps là, étaient faites de suif et donc comestibles).                                                          | 24 décembre | 6 janvier   |

Après la crise financière de 2008, les Islandais se sont inventé un nouveau lutin, Kortaklippir, qui s'amuse à couper les cartes bancaires des gens un peu trop dépensiers.